# Honorato de Castro Bonel
Honorato Castro Bonel (Borja, 22 de desembre de 1885 - Mèxic, 1962) va ser un físic, matemàtic, acadèmic i polític republicà aragonès.

## Biografia
Es va llicenciar en Ciències Exactes a la Universitat de Saragossa, obtenint el doctorat en la Universitat Central de Madrid. El 1906 va obtenir una plaça a l'Observatori de Madrid, on va treballar fins a 1920, quan va obtenir per oposició la càtedra de Cosmografia i Física del Globus de la Universitat Central. Va ser el president de la Comissió permanent de Pesos i mesures i secretari de la Facultat de Ciències de la Universitat Central. La seva activitat com a intel·lectual va estar lligada a l'Ateneo de Madrid, del que va ser secretari primer i diverses vegades president de la seva secció d'Exactes. El 1934 va ser nomenat membre de la Reial Acadèmia de Ciències Exactes, Físiques i Naturals.
Políticament es va adherir al republicanisme, dins del grup de Manuel Azaña (amb el qual va coincidir a l'Ateneo de Madrid), Acció Republicana, de la que en fou membre del Comitè i del Consell Nacional. En representació d'aquest partit va ser candidat de la Conjunció Republicano-Socialista a les eleccions d'abril de 1931 a Madrid, sent escollit regidor pel districte Centro. Va ser elegit diputat d'Acció Republicana a les eleccions a Corts Constituents de 1931 per Saragossa en la candidatura de la Conjunció Republicano-Socialista i va ser director general de l'Institut Geogràfic, Cadastral i d'Estadística durant el primer bienni republicà. A les eleccions de 1936 va ser elegit diputat d'Izquierda Republicana (el partit que havia format Acció Republicana després de la seva fusió amb altres partits afins) per Saragossa en la candidatura del Front Popular.
Finalitzada la Guerra Civil espanyola, es va exiliar, primer als Estats Units i Puerto Rico i després, el 1944, a Mèxic, on va morir. Durant la seva estada als Estats Units i Puerto Rico, va estar al servei de la Marina dels Estats Units d'Amèrica, dissenyant defenses de costa. També va ensenyar a la Universitat de Puerto Rico (1942-1943). A Mèxic, va començar ensenyant a la Universitat de Nuevo León, a Monterrey, per passar posteriorment a treballar per al departament de Geofísica i Explotació de Petróleos Mexicanos. Els vencedors de la Guerra Civil li havien separat del servei i donat de baixa en l'escalafó al febrer de 1939.